# Jezioro Sobiejuskie
Jezioro Sobiejuskie – jezioro w Polsce, położone w województwie kujawsko-pomorskim, w powiecie żnińskim, w gminie Żnin, na terenie Pojezierza Żnińsko-Mogileńskiego.

## Dane morfometryczne
Powierzchnia zwierciadła wody wynosi od 118 ha.
Zwierciadło wody położone jest na wysokości 77 m n.p.m.. Średnia głębokość jeziora wynosi 4,9 m, natomiast głębokość maksymalna 10,9 m.
Na podstawie badań przeprowadzonych w 2004 roku wody jeziora zaliczono do pozaklasowe klasy czystości i III kategorii podatności na degradację.
W roku 1987 wody jeziora również zaliczono do wód pozaklasowych.

## Hydronimia
Według urzędowego spisu opracowanego przez Komisję Nazw Miejscowości i Obiektów Fizjograficznych (KNMiOF) nazwa tego jeziora to Jezioro Sobiejuskie.